# Дорошкевич, Андрей Георгиевич
Андре́й Гео́ргиевич Дорошке́вич (род. 22 января 1937) — советский и российский учёный, доктор физико-математических наук, главный научный сотрудник, заведующий отделом теоретической астрофизики ФИАН.
В 1964 году совместно с И. Д. Новиковым предсказал существование и возможный способ экспериментального измерения космического микроволнового фонового излучения.